# إيليزيو سانتوس سانتانا
إيليزيو سانتوس سانتانا (بالبرتغالية: Eliézio Santos Santana‏) (مواليد 31 مارس 1987)، هو لاعب كرة قدم كان يلعب كمدافع.

## وصلات خارجية
- إيليزيو سانتوس سانتانا على موقع رابطة كرة القدم اليابانية للمحترفين (اليابانية)
- إيليزيو سانتوس سانتانا على موقع قاعدة بيانات كرة القدم.إي يو (الإنجليزية)
- إيليزيو سانتوس سانتانا على موقع Soccerway.com (الإنجليزية)
- إيليزيو سانتوس سانتانا على موقع عالم كرة القدم.نت (الإنجليزية)